# Alfred Hörbiger
Alfred Hörbiger (* 12. Mai 1891 im Schloss Budatín bei Sillein in der Slowakei; † 31. Juli 1945 in Innsbruck) war ein österreichischer Ingenieur, Unternehmer und akademischer Maler. Er war Leiter der Maschinenfabrik Hoerbiger & Co. (heute Hoerbiger Holding).

## Leben
Alfred Hörbiger war der Sohn des Technikers Hanns Hörbiger und der Bruder der Schauspieler Attila Hörbiger und Paul Hörbiger.
1891 zog die Familie nach Budapest, wo Alfred Hörbiger zur Schule ging. 1903 siedelte er um nach Wien, wo er bis 1909 die Staats-Oberrealschule in Wien XV besuchte. Im Anschluss studierte er bis 1914 Maschinenbau an der TH Wien. Während seines Studiums wurde er 1910 Mitglied der Wiener Burschenschaft Moldavia.
Am Ersten Weltkrieg nahm er ab 1914 teil, zunächst als Einjährig-Freiwilliger im Gebirgs-Artillerie-Regiment Nr. 8, mit dem er an Kämpfen in den Waldkarpaten teilnahm. 1916 wurde er zum Leutnant befördert. 1919 war er an der Südfront (Großer Nozzolo, Adamellogebiet) eingesetzt. Er erhielt mehrere Auszeichnungen für Tapferkeit und Verdienstmedaillen.
In den Jahren von 1919 bis 1921 lernte er an der Akademie der bildenden Künste Wien, unter anderem beim Maler und Bildhauer Rudolf Bacher.
1922 meldete er sein erstes Reichspatent an. 1925 wurde er dritter Gesellschafter der Firma Hoerbiger & Co. in Mauer bei Wien, mit Übernahme der technischen Leitung. Nach dem Tod seines Vaters 1931 übernahm er mit seinem Bruder Hans-Robert die Geschäftsleitung und entwickelte die zu einem noch heute tätigen Weltunternehmen für Pumpen, Kompressoren und Hörbiger-Ventile.
Am 1. Oktober 1925 heiratete er in Mauer bei Wien Martina Weiß, Trauzeugen waren der Möbelfabrikant Bernhard Ludwig und der Maler Franz Wacik.
Hörbiger war Anhänger der Welteistheorie, die sein Vater entwickelt hatte. Nach einer 1936 auch von Alfred Hörbiger unterzeichneten Erklärung sollte diese unter der Schirmherrschaft des Reichsführers SS weiterentwickelt werden. 1938 wurde ein Aufnahmeantrag Hörbigers in die NSDAP abgelehnt.
Hörbiger war als freier Zeichner und Maler in Wien tätig. Seine Werke wurden auf der Großen Deutschen Kunstausstellung 1937 in München gezeigt.
Alfred Hörbiger starb 1945 in der Innsbrucker Universitätsklinik. 1958 berichtete Der Spiegel, dass es sich um einen Giftmord handeln könnte, woraufhin es zu mehreren Obduktionen und Prozessen kam, die jedoch 1963 alle mangels Beweisen eingestellt werden mussten. Georg Markus geht auf den Tod im  Kapitel Mysteriöser Todesfall in seinem 2011 erschienenen Buch Schlag nach bei Markus: Österreich in seinen besten Geschichten. ein.

## Patente (Auswahl)
- 1922: Reichspatent: Aus kreuzweise zueinander liegenden Flachteilen zusammengesetzte Spielfigur
- 1922: Österreichisches Patent 96166: Zapfenverbindung für aus Flachteilen zusammensetzbarer, körperhaft wirkende Spielfiguren.[7]
- 1927: Patent: Hochhubventil mit Lenkerplatte
- 1928: United States Patent 1759617: Gas compressor.[8]
- 1932: Österreichisches Patent 127182: Selbsttätiger Leistungsregler für Kolbenverdichter sowie US-Patent[9][10]
- 1935: Österreichisches Patent 146749[11]

## Werke (Auswahl)
- 1924: Tennis[12]
- 1926: Illustration in: Hans Wolfgang Behm: Welteis und Weltentwicklung. Leipzig 1926.
- 1935: Illustration in: Hanns Fischer Der Weg ins Unbetretene. Breslau 1935.[13]

## Ehrungen
- 1924: Ehrenpreis der Gemeinde Wien für sein Ölgemälde Die Mutter bei der Ausstellung des Österreichischen Künstlerbundes im Februar 1924